# عادل عبد السلام جمعة
عادل عبد السلام جمعة، (8 نوفمبر 1943 - 20 يناير 2014)  قاض مصري ورئيس محكمة جنايات جنوب القاهرة بالتجمع الخامس. نظر عدة قضايا شهيرة من بينها قضية عبارة السلام 98 المتهم فيها ممدوح إسماعيل، وقضية أيمن نور زعيم حزب الغد وقضية حسام أبو الفتوح وهشام طلعت مصطفى، ومحاكمة خيرت الشاطر قيادي الإخوان المسلمين، وبعد قيام ثورة 25 يناير تولى محاكمة وزير الداخلية السابق حبيب العادلي في قضية قتل المتظاهرين. طالب المستشار زغلول البلشي، نائب رئيس محكمة النقض، والكاتب فهمي هويدي بتنحي المستشار جمعة من نظر قضية العادلي.
لاحقت جمعة اتهامات واسعة من المحامين بأن دائرته مسيسة؛ حيث أحال النظام السابق له الكثير من قضايا خصومه؛ فأصدر حكمًا بوضع أموال المهندس خيرت الشاطر نائب المرشد العام للإخوان المسلمين، و28 آخرين من قيادات الجماعة تحت التحفظ، ومنعهم وزوجاتهم وأولادهم من التصرف فيها، متهمًا إياهم بأنهم «استغلوا مناخ الحرية الذي تنعم به البلاد».

## قضايا نظرها جمعة

### قضية خيرت الشاطر والاخوان المسلمين
في هذه القضية لم يستجب جمعة لمطالب الدفاع بتأجيل القضية لمدة 10 أيام، بل أجلها 21 يومًا حتى تعود له في نفس الدائرة؛ لأنه طبقًا للنظام القضائي يرأس كل قاض دائرة الجنايات أسبوعاً واحداً في الشهر، وحتى في الجلسة الثانية التي قدم فيها الدفاع دعوى التنازع للمحكمة الدستورية وهي الدعوى التي تلزمه بوقف نظر القضية حتى يتم حسم هذا التنازع لكنه حجز القضية للحكم بالرغم من أن الدفاع لم يقدم دفاعه في القضية.

### قصية مجدي حسين والمبيدات المسرطنة
أصدر جمعة كذلك حكمًا بحبس مجدي حسين رئيس تحرير جريدة الشعب وصلاح بديوي المحرر بالجريدة لمدة عامين مع الشغل، والحبس سنة واحدة لرسام الكاريكاتير عصام حنفي، وتغريم كلٍّ من الثلاثة مبلغ 20 ألف جنيه مصري، بتهمة سب وقذف نائب رئيس الوزراء ووزير الزراعة آنذاك يوسف والي، في قضية اتهامهم وزارة الزراعة بإدخال مبيدات مسرطنة للبلاد من إسرائيل. وقيل في تلك القضية أن جمعة قام بتحويل الصحفيين إلى النيابة رغم أنهم المدعون ولم يقم بتحويل يوسف والي معهم رغم أنه المدعى عليه.
وفي أغسطس 2007 ـ وعلى خلفية هذه القضية أيضاً ـ قُدّم ضد جمعة بلاغ إلى النائب العام، اتهمه واللواء هتلر طنطاوي، رئيس هيئة الرقابة الإدارية آنذاك بالرشوة.

### قصية سعد الدين إبراهيم
كما أدان المستشار جمعة في يوليو 2002م الدكتور سعد الدين إبراهيم، أستاذ علم الاجتماع المعارض ومدير مركز ابن خلدون، بتهمة تلقي تبرعات من الخارج دون تصريح من الجهات الرسمية بالدولة، وبث شائعات كاذبة ومغرضة عن مصر في الخارج، والاحتيال على الاتحاد الأوروبي في 261 ألف يورو، وقضى بعقوبة السجن المشدد 7 سنوات بحقه، ثم تمَّ نقض الحكم للمرة الأخيرة، قامت خلالها محكمة النقض بتبرئة سعد الدين إبراهيم من كلِّ التهم المنسوبة إليه.
وبعد قيام الثورة المصرية 2011، بدأت النيابة العامة المصرية في مقاضاة بعض الشخصيات الحكومة والعامة والتي ثبت تورطها في قضايا فساد سياسي أو اقتصادي. وطالب محتجون بإبعاد المستشار عادل عبد السلام من نظر هذه القضايا.

### قضايا أخرى
- رجل الأعمال حسام أبو الفتوح.
- أيمن نور. حيث حكم على المعارض أيمن نور رغم اعتراف المتهمين بأنهم لم يلتقوا به، ولم يتقاضوا منه أموالاً نظير تزوير التوكيلات.
- قضية رجل الأعمال هشام طلعت مصطفى والتي أحيلت إليه بعد صدور حكم الإعدام فقام بتخفيف الحكم دون سماع أي مرافعات.
- وزير الداخلية السابق حبيب العادلي في تهمة أمر قتل المتظاهرين أثناء ثورة 25 يناير.
- حبس صحفيين بجريدة المصري اليوم.

في 16 مايو 2011 قدم المستشار محمود الخضيرى، نائب رئيس محكمة النقض السابق، مذكرة تظلم إلى المستشار عبد العزيز الجندى وزير العدل، طالبه فيها بندب مستشارين للتحقيق في الوقائع المنسوبة للمستشار عبد السلام جمعة وعلاقته بأمن الدولة. وجاء بنص المذكرة التي قدمها الخضيرى ووقع عليها 150 محامياً «إن جمعة ليس فوق مستوى الشبهات وأن سلوك المستشار عادل عبد السلام جمعة أصبحت سيرته» مضغة«في الأفواه، مطالباً باتخاذ إجراء في هذا الشأن حرصا على سمعة السلطة القضائية التي ينتمى إليها».
وقال الخضيرى خلال مؤتمر عقدته جمعية التغير والأحزاب السياسية بنقابة الصحفيين، إنه لا يجوز أن يتولى جمعة محاكمة حبيب العادلى وزير الداخلية الأسبق، في ظل اتهامات له بالتعاون مع جهاز أمن الدولة السابق، و«معروف علاقته بأمن الدولة».
ورصدت المذكرة عددا من القضايا تم نشرها في الصحف من بينها ما نشر بجريدة العربي في 2010 في قضية هشام طلعت مصطفى، وما نشره أحمد عبد الفتاح عن دفعه رشوة لجمعة لإدانة الصحفيين مجدى حسين أمين عام حزب العمل وصلاح بدوى، وما كتبه الدكتور حسن نافعة أستاذ العلوم السياسية بجامعة القاهرة في «المصرى اليوم» بتاريخ 29 مارس الماضي حول وقاعة ضبط وثيقة بجهاز أمن الدولة عن الحكم الذي أصدره جمعة ضد أيمن نور مؤسس حزب الغد والمرشح المحتمل لانتخابات رئاسة الجمهورية في قضية تزوير توكيلات حزب الغد. وما كتبه نافعة أيضاً في مقاله بالجريدة نفسها بتاريخ 14 إبريل الماضي عن علاقة جمعة بالداخلية متضمناً رقم السيارة المخصصة له من جهاز أمن الدولة وأسماء الحرس المعين له والسائق من الجهاز، ما اعتبرته المذكرة يستوجب تحقيقاً سريعاً في مدى صحة هذه الوقائع حرصاً على سمعة القضاء ورجاله.

في 4 يوليو 2011 أصدرت الدائرة 52 مدني بمحكمة جنايات جنوب القاهرة حكما بقبول رد عادل عبد السلام جمعة في المحكمة التي تنظر قضية اتهام العادلي ومساعديه وقيادات الداخلية بقتل الشهداء في احتجاجات ثورة يناير. وبذلك يتم نقل نظر القضية من دائرة المستشار جمعة لدائرة أخرى
وكان المحامي خالد أبو بكر محكم دولي قد تقدم بطلب رد هيئة المحكمة لوجود ادلة علي تعيين طاقم حراسة من 11أمين شرطة فئة ممتاز كحراسة شخصية لجمعه تم تكليفهم بأمر مباشر من رئيس جهاز أمن الدولة السابق والذي يخضع للمحاكمة. وتضمنت الأدلة شهادة من أجهزة الأمن بتخصيص سيارة بيجو تحمل لوحات معدنية رقم 348793 ملاكي الجيزة تحت تصرف عادل جمعة باستمرار وحتى الآن وبأمر مباشر من رئيس جهاز أمن الدولة، وأيضا صورة شهادة مستشار وزير الزراعة السابق الذي أقر في التحقيقات بأنه قدم رشوة لعادل جمعة، وأيضا ما يفيد إصدار جمعة أحكاما قضائية بتعليمات مباشرة من أمن الدولة وأبرزها قضية د. أيمن نور.. وقدم الدفاع حافظة مستندات بشهادة من 11 قاضي ورؤساء محاكم حاليين تفيد أقرارهم بعدم صلاحية المستشار جمعة 
مات جمعة يوم 20 يناير 2014. كان جمعه قد نقل إلى مستشفى القاهرة التخصصي لإجراء الفحوصات اللازمة والأشعة، بعد اصابته بسرطان الفك.
وصرحت مصادر طبية بمستشفى القاهرة التخصصي، إن المستشار «عادل عبد السلام جمعة» يعاني مرض سرطان الفك منذ أشهر، وأن حالته خطرة بسبب خطأ في العلاج الكيماوي أدى إلى التهاب في اللثة وصعوبة شديدة في تناول الطعام.